# Jasieńczyk (Przerwanki)
Jasieńczyk (niem. Klein Eschenort) – przysiółek wsi Przerwanki w Polsce, w województwie warmińsko-mazurskim, w powiecie węgorzewskim, w gminie Pozezdrze.
W latach 1975–1998 miejscowość należała administracyjnie do województwa suwalskiego.

## Nazwa
28 marca 1949 r. ustalono urzędową polską nazwę miejscowości – Jasieńczyk, określając drugi przypadek jako Jasieńczyka, a przymiotnik – jasieńczycki.